# Ontario Heights
Ontario Heights az Amerikai Egyesült Államok északnyugati részén, Oregon állam Malheur megyéjében elhelyezkedő önkormányzat nélküli település.